# Shoot-Out 2012 (снукер)
Snooker Shoot-Out 2012 (также известен как 2012 PartyPoker.com Snooker Shoot-Out — по названию одного из спонсоров) — однофреймовый пригласительный снукерный турнир, который прошёл с 27 по 29 января в Блэкпуле, Англия. Победителем стал Барри Хокинс, обыгравший в финале Грэма Дотта со счётом 61-23.

## Формат
На турнире применялись правила стандартной версии снукера со следующими изменениями: 
Перед каждым раундом проводится случайная жеребьёвка. Максимальная продолжительность фрейма составляет 10 минут. Розыгрыш начального удара производится путём «раскатки» шаров на короткий борт (оба игрока одновременно наносят удар по биткам при их расположении на границе болкерной линии; у кого в результате удара биток остановится ближе к противоположному короткому борту, тот и выигрывает право разбоя). На каждый удар игроку отводится не больше 20-и секунд в первые 5 минут и не больше 15-и секунд в последующую пятиминутку; никаких тайм-аутов. В случае, если игрок не укладывается в отведённое время, сопернику начисляются дополнительные 5 очков. При каждом ударе хотя бы один шар должен коснуться минимум одного борта, либо хотя бы один шар должен быть забит в лузу (в этом случае соприкосновение с бортами необязательно). При любом фоле право удара переходит к сопернику, причём он может поставить биток в любую точку стола (игра с руки). В случае, если после забития всех шаров счёт становится равным, происходит «переигровка в синем» (аналогично переигровке в чёрном для стандартного варианта снукера): синий шар выставляется на свою отметку, затем путём жребия определяется игрок, получающий право выполнить начальный удар из сектора D. Тот, кто забьёт синий, и выигрывает фрейм.

## Призовой фонд
- Победитель: GB£ 32 000
- Финалист: £ 16 000
- Полуфиналисты: £ 8 000
- Четвертьфиналисты: £ 4 000
- Третий раунд: £ 2 000
- Второй раунд: £ 1 000
- Первый раунд: £ 500
- Высший брейк: £ 2 000
- Общий призовой фонд: £ 130 000

## Результаты

### Первый раунд
| Роберт Милкинс 30-15 Найджел Бонд Марк Уильямс 72-0 Стив Дэвис Стивен Магуайр 43-20 Энтони Макгилл Грэм Дотт 62-38 Алан Макманус Стюарт Бинэм 77-22 Лю Сун Джон Хиггинс 62-16 Джадд Трамп Джерард Грин 36-27 Джейми Бёрнетт Кен Доэрти 58-6 Майкл Холт Алистер Картер 22-60 Мэттью Стивенс Том Форд 50-44 Джимми Робертсон Марк Селби 104-1 Джо Пэрри Марк Аллен 46-19 Рори Маклауд Мартин Гоулд 62-46 Питер Эбдон Энтони Хэмилтон 71-14 Джимми Уайт Марк Дэвис 78-16 Марк Джойс Стивен Ли 60-37 Питер Лайнс | Тони Драго 97-0 Энди Хикс Дин Цзюньхуэй 27-53 Барри Хокинс Бен Вулластон 45-52 Эльфи Бёрден Рики Уолден 122-3 Лю Чуан Эндрю Хиггинсон 9-74 Лян Вэньбо Шон Мёрфи 3-39 Фергал О'Брайен Маркус Кэмпбелл 60-13 Сяо Годун Джейми Коуп 22-81 Иан Маккалох Марк Кинг 31-39 Доминик Дэйл Марко Фу 21-24 Барри Пинчес Дэйв Харольд 64-1 Джеймс Уоттана Мэттью Селт 66-0 Род Лоулер Майк Данн 50-37 Майкл Уайт Стивен Хендри 79-29 Джек Лисовски Джейми Джонс 56-24 Эдриан Ганнэл Райан Дэй 73-23 Джо Свэйл |

### Второй раунд
| Роберт Милкинс 64-6 Майк Данн Райан Дэй 81-0 Иан Маккалох Доминик Дэйл 31-22 Марк Селби Маркус Кэмпбелл 27-56 Мартин Гоулд Фергал О'Брайен 0-90 Барри Хокинс Грэм Дотт 85-0 Кен Доэрти Стивен Магуайр 58-1 Эльфи Бёрден Марк Дэвис 79-1 Энтони Хэмилтон | Дэйв Харольд 51-32 Тони Драго Стюарт Бинэм 8-78 Джейми Джонс Марк Уильямс 28-50 Барри Пинчес Рики Уолден 6-121 Стивен Ли Джерард Грин 69-30 Стивен Хендри Том Форд 63-39 Мэттью Селт Лян Вэньбо 54-0 Мэттью Стивенс Джон Хиггинс 34-67 Марк Аллен |

### Третий раунд
| Райан Дэй 23-35 Дэйв Харольд Роберт Милкинс 7-110 Грэм Дотт Стивен Магуайр 1-87 Барри Хокинс Доминик Дэйл 49-33 Стивен Ли | Мартин Гоулд 135-0 Джейми Джонс Том Форд 42-0 Джерард Грин Лян Вэньбо 41-43 Барри Пинчес Марк Дэвис 34-6 Марк Аллен |

### Четвертьфиналы
| Доминик Дэйл 0-95 Грэм Дотт Марк Дэвис 12-77 Барри Хокинс | Мартин Гоулд 17-45 Дэйв Харольд Барри Пинчес 1-82 Том Форд |

### Полуфиналы
| Барри Хокинс 56-30 Дэйв Харольд | Том Форд 38-56 Грэм Дотт |

### Финал
Барри Хокинс 61-23 Грэм Дотт 

## Сенчури-брейки
- 135 Мартин Гоулд
- 121 Стивен Ли